# Upplands runinskrifter 928
Upplands runinskrifter 928 är ett nu försvunnet vikingatida runstensfragment i Uppsala domkyrka, Uppsala och Uppsala kommun. Enligt Johannes Bureus fanns runstensfragmentet under "norra altaret". Johan Peringskiöld beskrev senare (1719) fragmentets läge som "Vnder Norra Altaretaflan och Chorpelarefoten på Norra sidan, midt emot Sacristiodören". Efter det finns inga nya beskrivningar av stenen. Fragmentet är ungefär 0,50 x 0,50 meter stort. På en avbildning från 1719 syns en mindre sten med ristade ornament till höger om U 928. Om denna ornerade sten tillhört samma runsten eller ej går inte att avgöra.

## Inskriften
Translitterering av runraden:
[...stiubiu-...]
Normalisering till runsvenska:
...
Översättning till nusvenska:
...